# 고비 (식물)

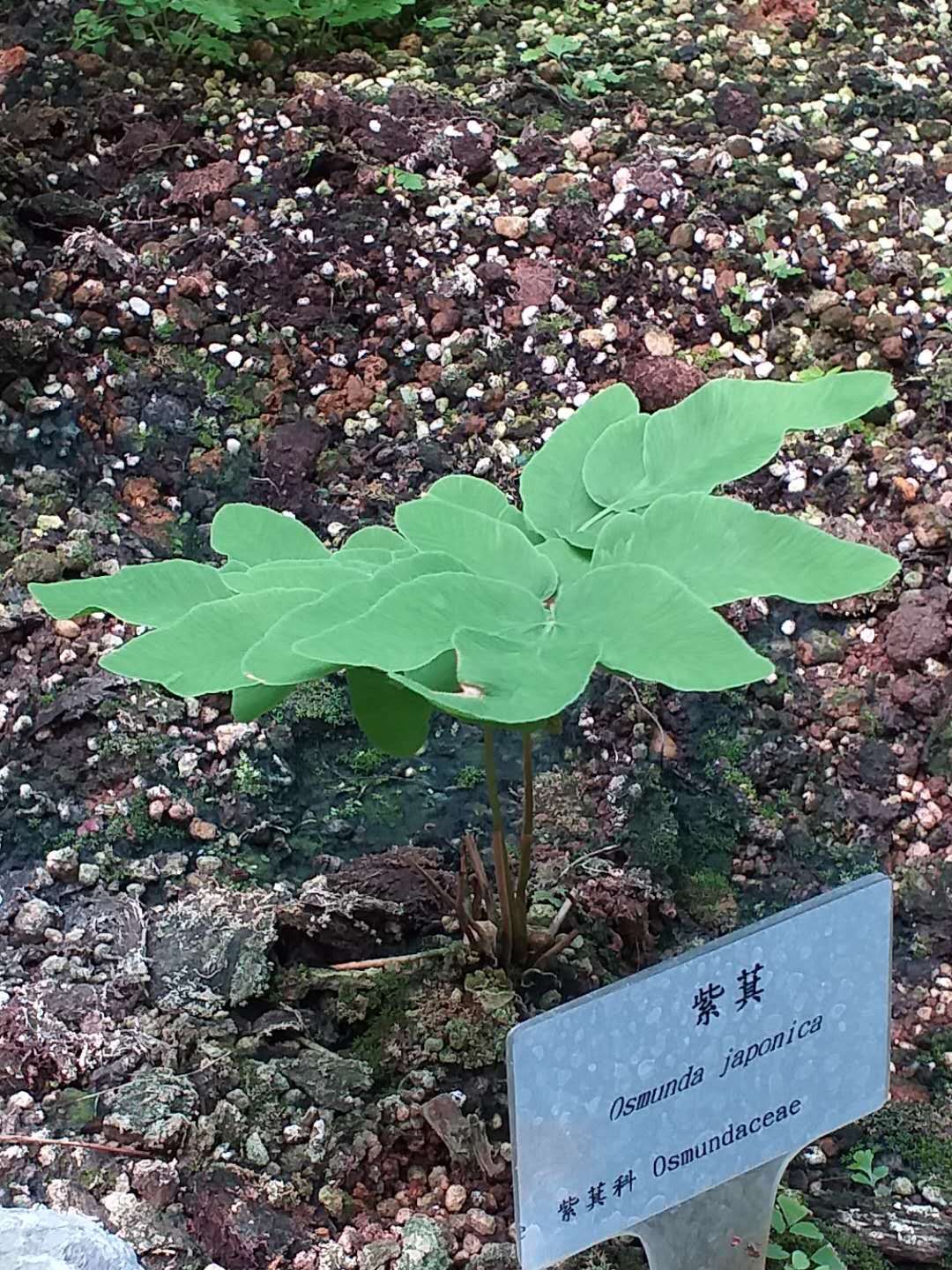
Young plant

고비(학명: Osmunda japonica)는 고비과에 속하는 양치식물 중 하나로, 아시아왕고비, 혹은 개의 척추를 닮았다 하여 구척(狗脊)이라고도 한다. 80-100cm까지 자라며, 새순을 잘라 나물로 버무려 먹거나 뿌리줄기를 약재로 쓴다. 같은 양치식물인 고사리처럼 포자로 번식한다. 한반도·중국·일본·러시아·사할린·대만 등지에 폭넓게 분포한다.